# Włodzimierz Czarzasty
Włodzimierz Czarzasty, né le 3 mai 1960 à Varsovie, est un journaliste et éditeur polonais, militant de gauche et homme politique. 
Membre du Conseil national de la radio et de la télévision (en) (KRRiT) de 1999 à 2005, il est président de l'Alliance de la gauche démocratique de 2016 à 2021.
Il est élu député à la Diète en 2019 et en est vice-maréchal (vice-président).

## Biographie
Włodzimierz Czarzasty a fait des études de journalisme et sciences politiques à l'université de Varsovie, pendant lesquelles il est membre actif de l'Association des étudiants polonais. Il adhère également au Parti ouvrier unifié polonais et à son organisation de jeunesse.
Après la fin du régime totalitaire, il est membre de l'Alliance de la gauche démocratique (SLD).
Candidat malheureux aux élections législatives de 1997, il est nommé en 1999 par le président Kwaśniewski au Conseil national de la radio et de la télévision (en) (KRRiT).
Il est président de l'association Ordynacka (pl) de 2006 à 2017.
De nouveau candidat aux élections législatives en 2015, il n'obtient pas de siège car la coalition de la gauche unie ne dépasse pas le seuil minimum de 8 %.
De 2016 à 2021, il est président de l'Alliance de la gauche démocratique, succédant à l'ancien Premier ministre Leszek Miller et battant son concurrent l'ancien maréchal de la Diète Jerzy Wenderlich (en). 
Il est élu député à la Diète en 2019 et devient vice-maréchal de la Diète (vice-président de l'assemblée).